# سيدني بولاك
سيدني بولاك (بالإنجليزية: Sydney Pollack)‏؛ (1 يوليو 1934-26 مايو 2008) مخرج ومنتج وممثل أفلام سينمائية أمريكي من أصل روسي، ترجع أصوله إلى أوائل اليهود الروس الذين هاجروا إلى الولايات المتحدة الأمريكية.

## حياته
عندما أكمل دراسته الثانوية في مسقط رأسه، ولاية إنديانا، سافر إلى ولاية نيويورك لدراسة الفنون المسرحية في مدرسة نيبرهود بلايهاوس (Neighborhood Playhouse School of the Theatre)، بعد تخرجه من المدرسة التحق بالجيش، حيث خدم سنتين، ثم عاد للمدرسة مُدَرِّسَاً في 1958.
منذ عام 1961 بدأ العمل ممثلاً في التلفزيون، وفي 1965 أخرج أول أفلامه الخيط الضعيف (The Slender Thread). أول أفلامه التي قادته إلى النجومية والشهرة فيلم إنهم يقتلون الأحصنة، أليسوا كذلك (They Shoot Horses, Don't They?) بطولة جيغ يانك (Gig Young) الذي فاز فيه يانك بالأوسكار لأفضل ممثل مساعد، ورشحَّ فيه بولاك لنيل جائزة أفضل مخرج، وقيل أنه خسر الجائزة بسبب رفضه لحرب فيتنام. توفي متأثراً بمرض السرطان في 2008 عن عمر ناهزَ الثالثة والسبعين.

## أفلام أخرجها
الجدول التالي يضم قائمة بأشهر الأفلام التي أخرجها سيدني بولاك:
| السنة | عنوان الفيلم                   | بطل الفيلم                         |
| ----- | ------------------------------ | ---------------------------------- |
| 1965  | The Slender Thread             | سيدني بواتييه (Sidney Poitier)     |
| 1966  | This Property Is Condemned     | ناتالي وود (Natalie Wood)          |
| 1968  | The Scalphunters               | بيرت لانكاستر (Burt Lancaster)     |
| 1969  | They Shoot Horses, Don't They? | جين فوندا (Jane Fonda)             |
| 1969  | Castle Keep                    | بيرت لانكاستر (Burt Lancaster)     |
| 1972  | Jeremiah Johnson               | روبرت ريدفورد (Robert Redford)     |
| 1973  | The Way We Were                | باربرا سترايسند (Barbra Streisand) |
| 1975  | Three Days of the Condor       | روبرت ريدفورد (Robert Redford)     |
| 1975  | The Yakuza                     | روبرت ميتشوم (Robert Mitchum)      |
| 1977  | Bobby Deerfield                | آل باتشينو (AL Pacino)             |
| 1979  | The Electric Horseman          | روبرت ريدفورد (Robert Redford)     |
| 1981  | Absence of Malice              | بول نيومان (Paul Newman)           |
| 1982  | Tootsie                        | داستن هوفمان (Dustin Hoffman)      |
| 1985  | Out of Africa                  | ميريل ستريب (Meryl Streep)         |
| 1990  | Havana                         | روبرت ريدفورد (Robert Redford)     |
| 1993  | The Firm                       | توم كروز (Tom Cruise)              |
| 1995  | Sabrina                        | هاريسون فورد (Harrison Ford)       |
| 1999  | Random Hearts                  | هاريسون فورد (Harrison Ford)       |
| 2005  | The Interpreter                | نيكول كيدمان (Nicole Kidman)       |

## روابط خارجية
- سيدني بولاك على موقع IMDb (الإنجليزية)
- سيدني بولاك على موقع الموسوعة البريطانية (الإنجليزية)
- سيدني بولاك على موقع روتن توميتوز (الإنجليزية)
- سيدني بولاك على موقع مونزينجر (الألمانية)
- سيدني بولاك على موقع ألو سيني (الفرنسية)
- سيدني بولاك على موقع ميوزك برينز (الإنجليزية)
- سيدني بولاك على موقع تيرنر كلاسيك موفيز (الإنجليزية)
- سيدني بولاك على موقع أول موفي (الإنجليزية)
- سيدني بولاك على موقع بوكس أوفيس موجو (الإنجليزية)
- سيدني بولاك على موقع قاعدة بيانات برودواي على الإنترنت (الإنجليزية)